# Türi (gemeente)
Türi (Estisch: Türi vald) is een gemeente in de Estlandse provincie Järvamaa. De gemeente telde 10.683 inwoners op 1 januari 2023. Haar oppervlakte bedraagt 1.008,46 vierkante kilometer.
In 2005 fuseerde de toenmalige stadsgemeente Türi (Türi linn) met de gemeenten Kabala en Oisu tot een nieuwe landgemeente. In oktober 2017 kwamen ook de gemeenten Käru (die daarmee verhuisde van de provincie Raplamaa naar de provincie Järvamaa) en Väätsa erbij.
Türi is sinds 2004 lid van het Europese stedennetwerk Douzelage.
In de plaats Lõõla is AS Väätsa Agro, de grootste melkveehouderij van Estland, actief.

## Spoorlijn
De spoorlijn Tallinn - Viljandi komt door de gemeente. Käru, Türi, Taikse, Kärevere en Ollepa hebben een station aan de lijn.

## Plaatsen
De landgemeente Türi telt:
- één plaats met de status van stad (Estisch: linn): Türi;
- vier plaatsen met de status van vlek (Estisch: alevik): Käru, Oisu, Särevere en Väätsa;
- 53 plaatsen met de status van dorp (Estisch: küla): Aasuvälja, Äiamaa, Änari, Arkma, Jändja, Jõeküla, Kabala, Kädva, Kahala, Kändliku, Kärevere, Karjaküla, Kirna, Kõdu, Kolu, Kullimaa, Kurla, Laupa, Lauri, Lokuta, Lõõla, Lungu, Mäeküla, Meossaare, Metsaküla, Näsuvere, Ollepa, Pala, Pibari, Piiumetsa, Poaka, Põikva, Rassi, Raukla, Reopalu, Retla, Rikassaare, Röa, Roovere, Saareotsa, Sagevere, Saueaugu, Sonni, Taikse, Tännassilma, Tori, Türi-Alliku, Ülejõe, Väljaotsa, Väljataguse, Vilita, Villevere en Vissuvere.